# L'Alverne
Ne doit pas être confondu avec Sanctuaire de l'Alverne.
L'Alverne est un hameau ou village compris dans le territoire de la municipalité de Pointe-à-la-Croix en Avignon au Québec (Canada).

## Toponymie
Lorsqu'ils fondent une mission aux environs du village actuel, les Capucins choisissent le nom « L'Alverne », rappelant la montagne en Italie où François d'Assise reçoit les stigmates des plaies de Jésus-Christ.
La paroisse canonique est incidemment appelée « Les Stigmates-de-Saint-François », nom que reprend le bureau de poste de l'endroit en 1932.

## Histoire
Une mission est établie aux environs du village en 1897 par les frères Capucins. La mission est alors rattachée à la paroisse Sainte-Anne-de-Restigouche, à Listuguj. Une paroisse canonique est fondée en 1931. Le Plan Gordon promeut alors la colonisation de l'arrière-pays gaspésien, dans le contexte de la Grande Dépression, afin de recycler les chômeurs dans l'agriculture.
Avec le défrichage des terres, le bois devient rapidement le moteur de l'économie locale. La compagnie New Brunswik International Paper (NBIP) emploie jusqu'à 500 personnes dans les années 1940; le village compte alors 832 habitants. Les petites entreprises et commerces y prospèrent. Une caisse populaire est fondée en 1939, et un dispensaire est ouvert en 1943.
La NBIP quitte à la fin des années 1950, entraînant une baisse de la population, qui aboutit vers une réduction des services et commerces. Le dispensaire ferme en 1970, et l'école en 1974. Les élèves font alors le trajet en autobus jusqu'à Pointe-à-la-Croix au niveau primaire, et jusqu'à Matapédia au secondaire.

## Géographie
L'Alverne est relié à la route 132, à Listuguj, par une route sinueuse et vallonnée longue de 15 km et d'orientation nord-sud,.